# Fotografía post mortem

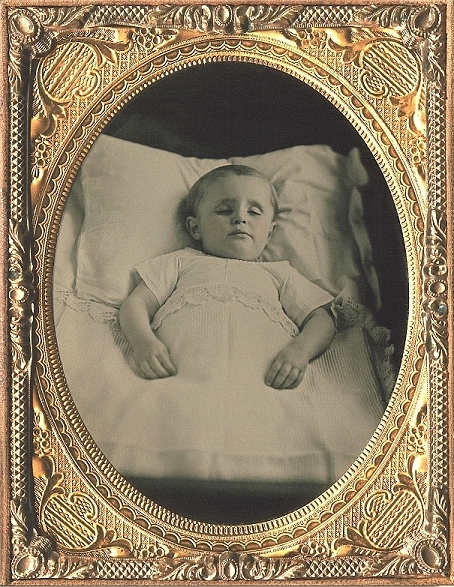
Fotografía de un niño muerto simulando estar dormido.

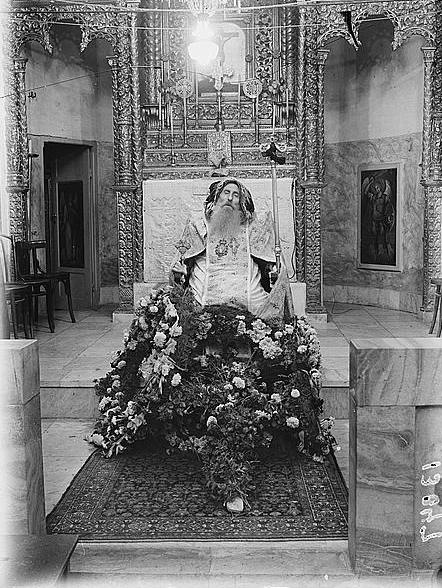
Sin simular.

La fotografía post mortem (también conocida como fotografía póstuma) es la práctica de fotografiar al recientemente fallecido para dejar su retrato conmemorativo para la posterioridad. Varias culturas usan y han usado esta práctica, aunque el área mejor estudiada de la fotografía post mortem es la de Europa y América. Puede haber una controversia considerable sobre si las primeras fotografías individuales muestran realmente a una persona muerta o no, a menudo agudizada por consideraciones comerciales.
La forma continuó la tradición de los retratos de duelo pintados anteriormente. Hoy en día, la fotografía post mortem es más común en los contextos del trabajo policial y patológico.

## Antecedentes
El hecho de fotografiar muertos tiene antecedentes prefotográficos en el Renacimiento, donde la técnica era el retrato por medio de la pintura en el llamado memento mori, frase en latín que significa "recuerda que eres mortal". En la historia del arte era utilizado para la representación de los difuntos; otra técnica de la época medieval donde se concebía que el fin era inevitable y había que estar preparados.
La composición de retratos de muertos, especialmente de religiosos y niños se generalizó en Europa desde el siglo XVI. Los retratos de religiosos muertos respondían a la idea de que era una vanidad retratarse en vida, por eso una vez muertos, se obtenía su imagen. En estos retratos se destacaba la belleza del difunto y se conservaba para la posteridad. Los retratos de los niños, en cambio eran una forma de preservar la imagen de seres que se consideraban puros, llenos de belleza y eran la prueba misma de que la familia del desafortunado niño, había sido elegida para tener un "angelito" en el cielo.

### La contemplación de la muerte y sus diferentes miradas a través del tiempo
Desde épocas muy remotas el hombre se preocupó por realizar rituales funerarios, como signos distintivos de la vida transitoria del hombre. 
- Entre los ejemplos representativos tenemos a la cultura del Antiguo Egipto que momificaba a los Faraones carentes ya de vida conservando así su apariencia para la eternidad.
- Los mayas por su parte inmortalizaban el rostro del difunto tallando máscaras de jade.
- En Europa apareció un ritual singular: se trataba del uso de la Máscara mortuoria, originalmente para nobles y monarcas en la Antigua Roma (en Egipto ya se tenía esa tradición al cubrir el rostro de los Faraones con máscaras) la práctica tenía como fin capturar los rostros de ilustres difuntos que en vida fueran hombres influyentes como: artistas, científicos y pensadores. En Europa apareció el grabado en lápidas con la figura del difunto, con tal de mantener la memoria física y táctil de los rostros.
- Fue en la época Renacentista y Barroca donde las representaciones mortuorias resultaban muy interesantes, frutos de una mirada diferente; a través del retrato post mortem se dejaba en claro el abandono de la representación del hombre como ideal, concepto heredado de la Antigua Grecia, para mostrar ahora al individuo de manera cruda, sin omitir defectos. Esta nueva visión llega con artistas como Rembrandt, cuyos retratos reflejaban las características antes dadas incluyendo la enfermedad, ni bien entrado el Barroco. También aparece en esta época el molde de escayola a partir de la cara del difunto, que se seguiría realizando hasta el siglo XIX.

## Técnica de la fotografía mortuoria

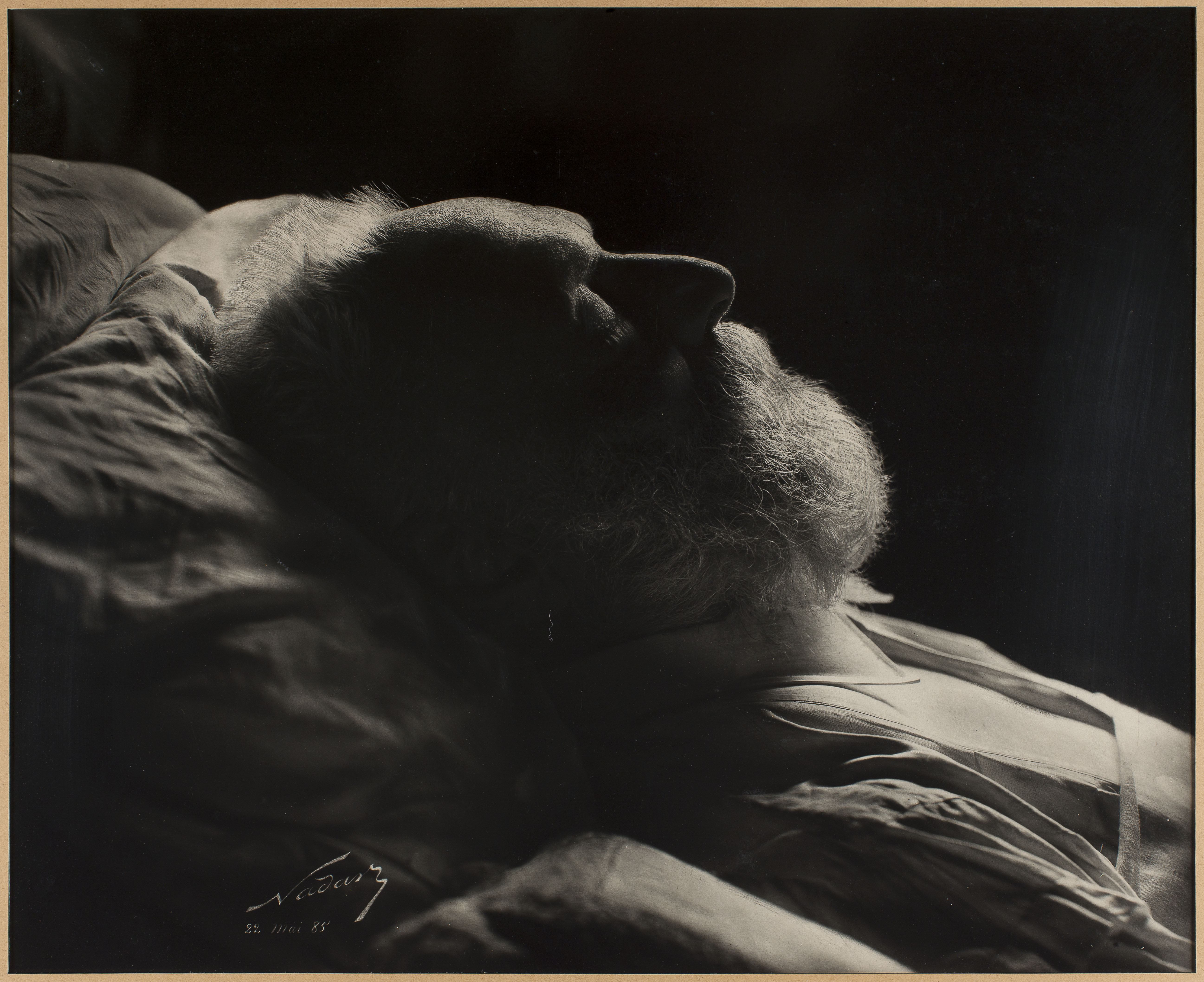
Fotografía post mortem de Víctor Hugo en 1885.

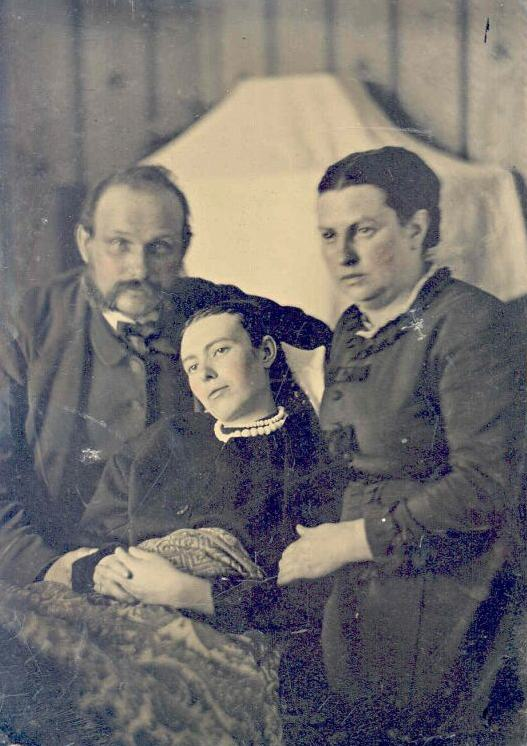
Fotografía post mortem de una chica muerta y sus padres

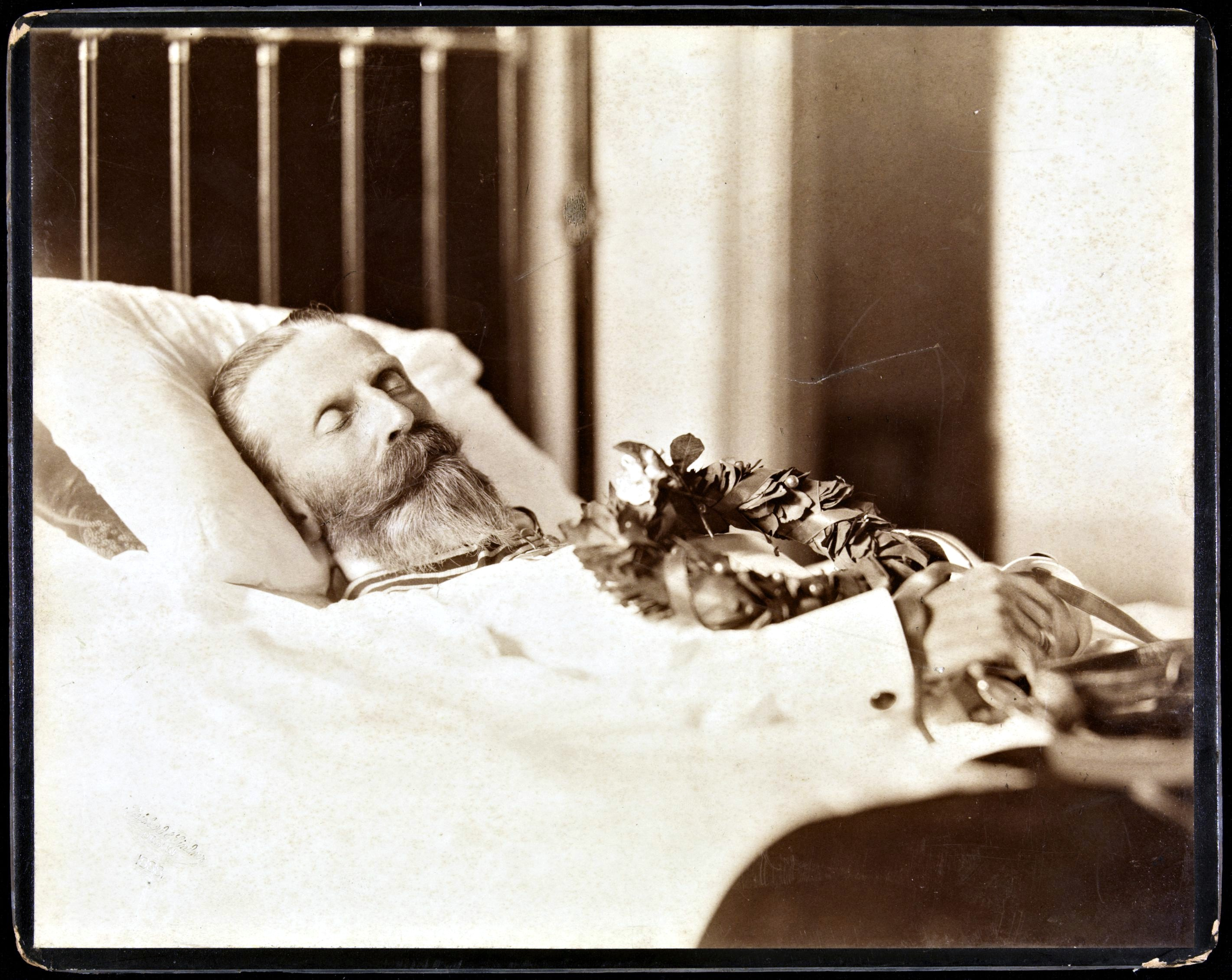
Fotografía post mortem del emperador Federico III de Alemania en 1888

Algunos retratos póstumos se caracterizan por los variados artilugios de los que se servían los fotógrafos para embellecer la imagen y despojarla de la crudeza de la muerte, intentando algún tipo de arreglo para mejorar la estética del retrato. En algunos casos se maquillaba al difunto o se coloreaba luego la copia a mano. Los difuntos, por otra parte, eran sujetos ideales para el retrato fotográfico, por los largos tiempos de exposición que requerían las técnicas del siglo XIX.
En la toma de daguerrotipo la exposición seguía siendo tan larga que se construían soportes disimulados para sostener la cabeza y el resto de los miembros de la persona que posaba evitando así que esta se moviera.
Las fotografías de difuntos los muestran "cenando" en la misma mesa con sus familiares vivos, o bebés difuntos en sus carritos junto a sus padres, en su regazo, o con sus juguetes; abuelos fallecidos con sus trajes elegantes sostenidos por su bastón. A veces, agregaban elementos icónicos -como por ejemplo una rosa con el tallo corto dada vuelta hacia abajo, para señalar la muerte de una persona joven, relojes de mano que mostraban la hora de la muerte, etc. Los militares, los sacerdotes o las monjas eran, por ejemplo, usualmente retratados con sus uniformes o vestimentas características. La edad del pariente que acompañaba al difunto era el hito temporal que permitía ubicarlo en la historia familiar. Los deudos que posaban junto al muerto lo hacían de manera solemne, sin demostración de dolor en su rostro.
Los retratos mortuorios privados podían encuadrarse en tres posibles categorías según la manera en que se retrataba al sujeto: 
- Simulando vida: en un intento por simular la vida del difunto se los fotografiaba con los ojos abiertos y posando como si se tratara de una fotografía común, por lo general junto con sus familiares. No es difícil notar cual es la persona sin vida ya que -entre otras diferencias-, al no tener movimiento alguno sale muy nítida en la imagen y no así sus familiares. Las tomas se solían retocar a mano usando coloretes o pintando los ojos sobre los párpados cerrados.
- Simulando estar dormido: por lo general se realizaba con los niños. Se les toma como si estuvieran descansando, y en un dulce sueño del cual se supone que despertarían. En algunos casos los padres los sostenían como acunándolos para aportar naturalidad a la toma.
- Sin simular nada: se les fotografiaba en su lecho de muerte, o incluso en el féretro. En este tipo de tomas se agregaban flores como elemento ornamental, que no existían en el resto de las fotografías post mortem. Ese tipo de fotografías también se les tomaban a los niños (sobre todo en el caso de México).

Por los años veinte o treinta del siglo XX comenzaron a adoptarse nuevas tendencias que alcanzaron incluso la fotografía post mortem. De esta forma, los fotógrafos comenzaron a presentar a los muertos bajo nuevos ángulos y perspectivas: detalles de las manos o de otras partes del cuerpo, con desenfoques selectivos muy controlados y realizando primerísimos planos de ciertas zonas del fallecido, o bien imágenes muy cercanas al fotoperiodismo actual. Son tomas que en muchos casos resultan impresionantes por su dramatismo y cuidada iluminación.

## De Europa a América

### Usos en América Latina

Retrato de niña muerta rodeada de flores.

En el siglo XIX, era una práctica muy común la fotografía post mortem. En un extracto de "El Nacional", un diario argentino de 1861 fundado por Dalmacio Vélez Sársfield, se publicaba que el fotógrafo Francisco Rave y su socio José María Aguilar... "Retratan cadáveres a domicilio, a precios acomodados...". Este tipo de publicaciones era la forma en que habitualmente promocionaban sus servicios los fotógrafos en el siglo XIX.
En 1848, Tomas Helsby ofrecía este tipo de retratos al igual que Bartola Luigi con su socio Aldanondo Antonio, que en 1856 instalaron su estudio especializándose en retratos post mortem.
Daviette, de nacionalidad francesa, en conjunto con el profesor Furnier ofrecían en Perú entre los años 1844-46, los servicios de fotografías de difuntos en la cual recalcaban con avisos en el diario local la posibilidad de inmortalizar al ser querido. En dichos avisos él mismo se anunciaba como "artista fotogénico" recién llegado de París, el cual se encargaba de "retratar los difuntos como cuadros al óleo".
Otro fotógrafo importante que se destacó en este género fue el peruano Rafael Castillo, quien comenzó a trabajar en el estudio del estadounidense Villroy Richardson, uno de los cinco grandes estudios fotográficos de Lima; posteriormente se le cedió la dirección del estudio a Ignacio Lecca. Aún con el nuevo dueño, Castillo continuó dirigiéndolo como operador, mientras utilizaba con solvencia el mismo equipo y los recursos del estadounidense, aunque le cambió el nombre por el de "Fotografía Nacional". Este estudio demostró ser el segundo en Lima, después del de Courret, en equipamiento, sofisticación y comodidades. Castillo desarrolló nuevas tretas comerciales dirigidas a seducir clientes: gran variedad de servicios y nuevos productos, aparecieron las tarjetas de gabinete (mucho más grandes que las de visita), las imperiales, aún más grandes y las enormes ampliaciones de los negativos en las que las personas aparecían en tamaño natural. Introdujo también las copias al carbón y la producción de los barniztipos y la fotografía de fantasía, estas últimas hechas con accesorios y decorados extravagantes. La estética abordada en sus imágenes post mortem respondió a retratos frontales, de pie, en un espacio austero. Generalmente posaban ante su cámara personajes que no pertenecieron a la clase acomodada limeña.
En el caso de México, hubo varios fotógrafos que obtuvieron importantes colecciones fotográficas de “difuntos”, uno de ellos fue Juan de Dios Machain, fotógrafo jalisciense de quien se conocen más de 100 fotografías de este tipo. Retrataba  “angelitos” ya fuera en su casa o su estudio, si la fotografía se tomaba en estudio, contaba con varios fondos especiales para la fotografía. En Guanajuato su contemporáneo Romualdo García, llegó a obtener miles de retratos de ese tipo -la mayoría de estudio-, su obra es tan amplia que en ella dejó un invaluable patrimonio en imágenes sobre costumbres y formas de vivir de la sociedad mexicana que lo rodeaba a principios de siglo XX. Otra importante colección la obtuvieron los hermanos Casasola, importantes fotógrafos mexicanos que trabajaron a fines del siglo XIX y principios del siglo XX.

### Fotografías de "Angelitos"

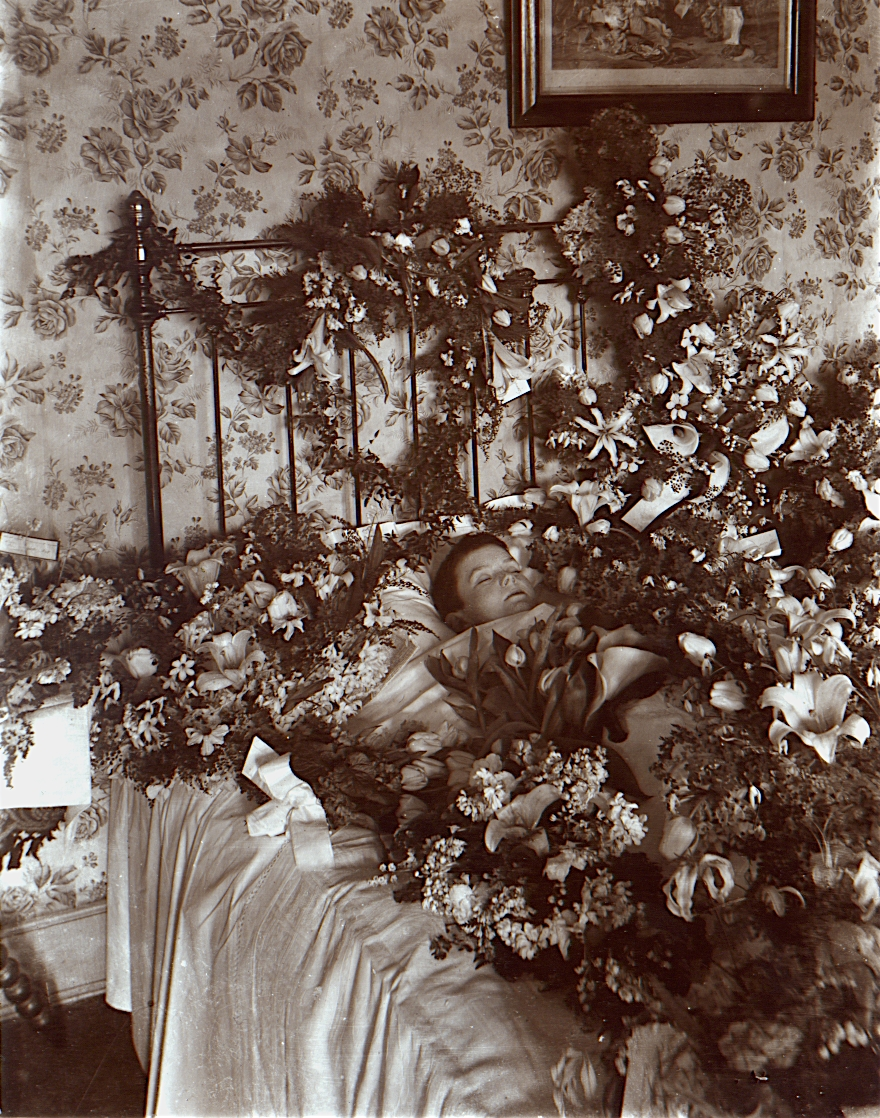
Fotografía del de un niño fallecido con flores.

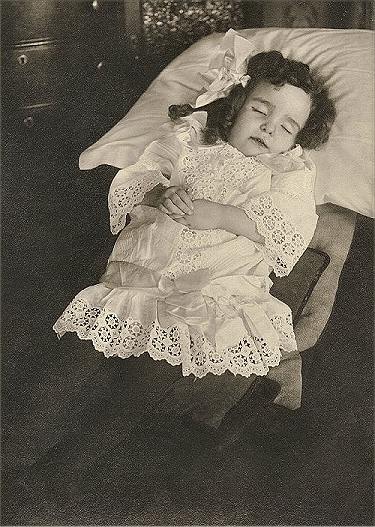
Fotografía de una niña muerta en 1870.

El niño muerto fue objeto de culto en las diferentes culturas desde la antigüedad. El culto varía dependiendo de la época y la cultura de que se trate. Se les enterraba con juguetes u objetos de uso cotidiano. En la Europa medieval, además de monumentos funerarios se colocaban epitafios con notas biográficas y frases que expresaban la pesadumbre y el deseo de perpetuar la memoria del niño muerto, invitándolo a tomar su lugar en el coro de ángeles. Por eso a las fotografías post mortem de niños, a partir del siglo XIX se les llamó de "angelitos".
Existe una importante cantidad de fotografías de ese tipo, debido el alto índice de mortalidad infantil de dicha época, (la mayoría de los fallecimientos se debieron a los escasos recursos médicos en esos tiempos, como a la pobreza en muchos de los casos). Una familia común sumaban entre 8 y 10 hijos de los cuales solían fallecer la mitad. Tomando en cuenta ese contexto, las fotografías del niño fallecido junto a sus padres o hermanos, o simplemente el niño muerto, estaban comprensiblemente aceptadas.

#### Aspectos religiosos
En la religión católica de América los niños que morían sin pecado original por haber sido bautizados y sin ningún otro pecado en vida, iban directamente al cielo para convertirse en Angelitos, en cambio, los que no habían sido bautizados eran enterrados con los ojos abiertos para que pudiesen ver la gloria del señor, y se dice que iban al Limbo, tal como lo describe Dante Alighieri en La Divina Comedia.
Desde el siglo XVIII, la Iglesia se preocupó por los desafortunados niños que al morir sus madres permanecían atrapados en sus vientres, sin posibilidad de recibir el bautismo y por tanto confinados a vivir atrapados también en el Limbo. Fray Joseph Manuel Rodríguez se preocupó mucho por la situación y escribió "La caridad del sacerdote para con los niños encerrados en el vientre de sus madres difuntas". 
Impulsado por el hecho de que lograr un nacimiento normal, sin muerte del bebé o de la madre, era en sí mismo un verdadero triunfo, Fray Joseph encontró en la operación cesárea un medio para evitar que los pequeños seres no natos, corrieran la suerte de quedar enterrados vivos junto con sus madres sin la posibilidad de lograr la vida gloriosa por no haber recibido el sacramento del bautismo.
El fotógrafo mexicano más famoso en este tipo de fotografía fue Juan de Dios Machain.

#### Ritual de los niños muertos
El ritual de los niños muertos o “angelitos” en México, comenzaba con la preparación de la mesa regularmente de madera o “altar”. El valor del altar es grande ya que se refiere al lugar central en donde se llevará a cabo el ritual: todo lugar sagrado, todo lugar que manifestaba una inserción de lo sagrado en el espacio profano, se consideraba también como un “centro”. Estos espacios sagrados también podían construirse.
El altar era cubierto con una sábana o mantel blanco, ahí se colocaba al pequeño niño con la ropa con que había muerto o una sabanita, si moría antes o inmediatamente después de nacer. El altar no siempre era una mesa, podía ser también una cama, igualmente preparada con sábanas blancas.
Después se pasaba al hermoso cadáver, el pequeño cuerpo era colocado sobre el altar y se le ponía bajo la cabeza una almohadita o paño blanco, se buscaba a los padrinos de bautismo que eran los encargados de amortajarlo, ya que “el amortajamiento constituye una parte fundamental del ritual”. El vestido podía ser muy variado, sino se trataba de su propio ropón (vestuario blanco con el que comúnmente se bautiza a los niños) se mandaba a hacer un vestido especial para la ocasión. Si se trataba de una niña podía ser de Virgen, si era el caso de un niño podía ir de Sagrado Corazón o Santo, uno de los más utilizados era el vestido de San José. Se les medían los piecitos para hacer sus huarachitos de cartón, papel y listón dorado o simplemente de palma, también se adornaban los vestidos con flores o estrellas de papel. 

Retrato de niña.

En ocasiones encontramos que sobre la mesa era colocado el pequeño ataúd blanco para elevar el altar o simplemente era colocado atrás o a un lado del cuerpo, o bajo el altar pero siempre visible, predominaba la costumbre de colocar el cuerpo sobre la mesa recostado o sentado. El de los “angelitos” era el único caso en el que se permitía decorar el ataúd con tafetán doble de colores. 
Inmediatamente venía la colocación de flores y hierbas odoríferas, comúnmente las flores eran llevadas por los vecinos, familiares y acompañantes, se llevaban ramos en floreros, macetas y coronas o cruces de variadas flores. La importancia de las flores, dice Gutierre Aceves, es porque “la muerte florida da acceso al paraíso”. Un altar lleno de flores evoca el paraíso o edén, un lugar florido donde reinan la paz y el amor y que es el lugar al que aspira el alma después de la muerte.
Una vez enriquecido el altar y cubierto el “angelito” de flores, se le colocaba entre sus manitas entrelazadas una palma de azahar o una vara de nardos y azucenas o una rosa, si era necesario se ataban las manitas. Con ellos se trataba de reflejar su pureza e inocencia, además de rememorar la asunción de la Virgen, en la que según la creencia católica ella, la Virgen, pidió ex profeso, fuera llevado su cuerpo a su tumba y que el apóstol que encabezara el cortejo fúnebre portara en la mano la palma, como símbolo de su pureza.
En el altar no podían faltar las velas para alumbrar el camino de la pequeña alma y como significación de luz en el camino. Otro momento de suma importancia en el ritual era la coronación, los padrinos eran también los encargados de hacerlo; al “angelito” se le colocaba una corona de azahares, flores, palma o florecitas o estrellitas de papel, como símbolo de su virginidad. Si se trataba de una corona de azahares comúnmente era hecha por la madrina o mandada a hacer de los azahares de su ramo de novia, el de la mamá del “angelito” o de algún familiar. “Las significaciones de la palma eran pureza y virginidad, la corona signo de glorificación de la virgen, las rosas rojas semejan a los mártires y las azucenas a los ejércitos de ángeles”.[cita requerida] Al momento de la coronación, se lanzan cohetes que la anunciaban. En algunos casos se colocaba también un velo, que podía haber pertenecido a una novia.
En el velorio de “angelitos” generalmente los ritos y las ceremonias expresaban alegría por la convicción de que sus almas van directamente al cielo, se trataba de un día de fiesta en el que la familia había sido elegida para tener un “angelito” en el cielo, los niños que asistían debían poner también alegría al momento y se hacían hasta juegos.
Durante la velada, se repartía a los deudos o asistentes, café con canela, solo o con alcohol, pan y tamales entre otros alimentos, los familiares llevaban veladoras, azúcar, café o pan para ayudar a la familia, pero son los padrinos quienes “cumplen una función extra-religiosa importante al asumir otros gastos derivados del funeral”.[cita requerida]
Durante la noche se entonaban cantos de despedida, en el velorio de “angelitos” no se rezaba ni se requerían servicios de la Iglesia, ya que su alma no necesitaba ser rescatada ya que estaban libres de pecado. Así los padres que perdían un hijo experimentaban de igual manera el dolor normal por la pérdida, tanto como la alegría de saber que el niño viviría para la eternidad.
Al día siguiente, el “angelito” era llevado al cementerio en su cajita blanca cubierta de flores, entre un cortejo que adquiría una tonalidad celestial, en medio de música, cohetes y alegría, la cruz de la procesión no tenía asta: así se representa la brevedad del paso a la otra vida.
“Al llegar el cortejo al panteón o campo santo se hacía una pausa en la capilla, para de ahí encaminarse al lugar donde sería sepultado el niño”. Durante el entierro del “angelito”, el sacerdote usaba vestiduras blancas, a diferencia del adulto cuando las llevaba negras. A los niños, en lugar de doble, se les hacía repique de campanas: “por su inocencia, para ellos se decía una misa llamada de los angelitos antes del oficio de sepultura”, “El réquiem a eternam era sustituido por el gloria patri. Se cantaba la Antifonía Jueves, se leía un salmo, se cantaba un Benedícite Dominum, luego el cántico de los Tres niños y el Oremus”.[cita requerida]
Eran canciones de despedida y los rezos eran especiales. En el panteón, los sepulcros de “angelitos” eran separados de los adultos. La tumba se cubría con las flores y coronas que habían servido para decorar el altar y una vez enterrado el niño, el cortejo se regresaba a la casa de los deudos, para compartir una comida en señal de agradecimiento por haber acompañado al “angelito”, ello sin dejar a un lado la alegría, “no se abandonó la costumbre de la comida, especialmente en el campo, dónde se ha mantenido la costumbre de comer y beber a la vuelta de los entierros; pero con el pretexto de que se deben conservar las fuerzas”.[cita requerida]
Las familias de los “angelitos” tenían el consuelo de tener un aliado en el cielo y cada año se celebraban los rituales recordatorios. El día primero de noviembre, día de los angelitos es uno de ellos. Otro era conservar las imágenes de dicho suceso, se hacía de diversas formas, como los dibujos, las pinturas a partir del siglo XVIII y la fotografía una vez que se generalizó a finales del siglo XIX y principios del XX.

### Fotografías de personas públicas en Argentina
La impresión de fotografías en diarios y revistas no fue posible hasta 1890, año en que aparece la técnica del medio tono. Antes de esa fecha las fotografías eran utilizadas como base para grabados, litografías y dibujos. Ningún grabado podía reproducir un hecho noticioso con la fidelidad y exactitud de una fotografía, por lo que la comercialización de imágenes documentales en serie encontró un lugar en el mercado periodístico local. Con este propósito la compañía Bate toma la foto del Coronel Palleja, héroe de la guerra de la Triple Alianza. Con el estallido de la guerra del Paraguay, el fotógrafo Thomas Bate envió fotógrafos de su estudio a la zona de conflicto para vender luego esas imágenes en serie.
En agosto de 1866 los corresponsales de la compañía envían la primera serie de imágenes del conflicto entre las que se encuentra una que documenta el traslado del Coronel Palleja, muerto durante la batalla de El Boquerón. Esta fotografía de Palleja se convertirá en la primera imagen mortuoria con repercusión periodística en la historia de la fotografía rioplatense.
En abril de 1870 muere asesinado el general Justo José de Urquiza, herido de bala en la boca y acuchillado cinco veces en el pecho. El caso tuvo una amplia repercusión en los medios locales y pronto la noticia se extendió por las principales capitales del país. La Justicia intervino y se convocaron a dos fotógrafos, Augusto Manuel y Guillermo Aráoz Ormaechea, por entonces a cargo del estudio fotográfico Bernardo Victorica, para que registraran la imagen del cadáver. En la fotografía, el general aparece con su torso desnudo y en el pueden verse las cinco cuchilladas que le provocaron la muerte. 

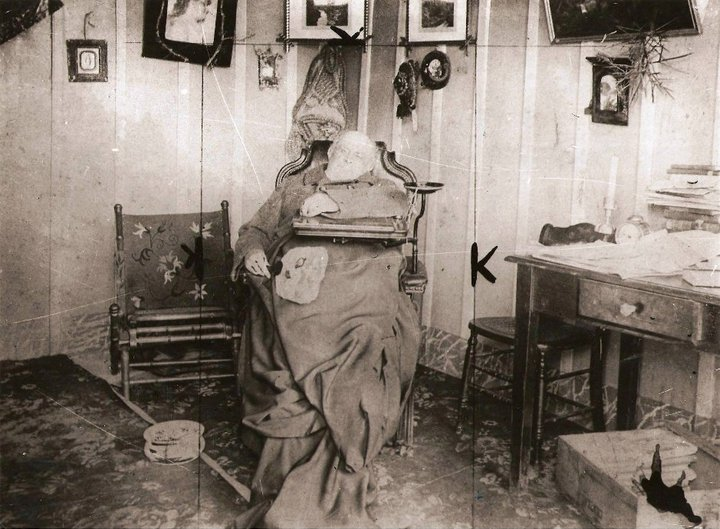
Célebre retrato post mortem de Domingo Faustino Sarmiento. (1888)

Otro ejemplo de imagen mortuoria en Argentina durante el siglo XIX y quizás la más interesante es la de Domingo Faustino Sarmiento, tomada por el retratista Manuel San Martín en 1888. Sarmiento había fallecido en Asunción del Paraguay y sus imágenes póstumas fueron traídas con rapidez a Buenos Aires, donde los periódicos seguían desde hace días las noticias de la enfermedad de Sarmiento a través del telégrafo. Al igual que en el caso del retrato de Urquiza, la imagen siguió circulando por muchos años en la prensa gráfica.
Los retratos mortuorios de personajes ilustres se encuentran entre las imágenes periodísticas pioneras de la historia de la fotografía. El objetivo de estas no es recordar a un ser querido sino el registro de un hecho histórico.
Mientras la fotografía post mortem privada había sido creada para el consumo de un íntimo círculo de deudos, la fotografía post mortem pública estaba dirigida a un público masivo, que se iría acrecentando con la evolución de la prensa gráfica.
En algunos casos la cobertura de prensa empezaba con la agonía o enfermedad del personaje y se extendía hasta el funeral, como el caso de Bartolomé Mitre. Su muerte en 1906 fue un gran suceso periodístico, la más sorprendente de sus fotografías es la que se le realiza a Mitre en su lecho de agonía, es una imagen muy retocada con témpera blanca (costumbre de los periódicos en esa época) y de un carácter absolutamente íntimo.

### Fotografías mortuorias en México

Retrato de niña muerta con corona de flores

La fotografía mortuoria que se aplicaba principalmente a los niños, era un recuerdo muy valioso, que constaba el ascenso al cielo y proporcionaba el consuelo necesario para seguir en la vida. El valor ya no solo es el que tuvo para la familia. Para Louis Vincent Thomas, las figuras del primer tipo como las fotografías conservan el recuerdo del desaparecido, regulan la pena y se convierten ocasionalmente, en un objeto de culto. Se trataba del último adiós en imágenes, tomadas por lo general dentro de la casa del niño muerto o fuera de ella, también las tomaban en el cementerio justo antes del entierro o, en ocasiones, en un estudio del fotógrafo.
También hubo un tiempo en que se retrató a los difuntos mayores, principalmente en Michoacán, se retrataba al muerto en el patio de su casa o en el panteón, a lado de sus familiares, pero a diferencia de las fotografías en que se trata de simular vida, en este tipo de fotografía el muerto reposaba en su caja pero parada de tal forma que parecía que el muerto estaba también de pie, dentro de ella, pero ese tipo de fotografía tuvo una vida muy corta y su uso no se extendió.
La práctica de retratar “angelitos” comenzó a desaparecer en distintos momentos de la segunda mitad del siglo XX. Es muy probable que el desvanecimiento de dicha práctica se deba a los sacerdotes -cuya influencia en la sociedad era decisiva: recordemos que se trataba de una práctica realizada por católicos. Otros “agentes modernizadores” como maestros, médicos y autoridades sanitarias, tuvieron mucho que ver. Todos ellos, con sus marcos reglamentarios y normativos, escritos o no.

## La fotografía de difuntos en el cine
- En la película Los otros (en inglés The Others, de 2001), tercer largometraje del director y guionista español-chileno Alejandro Amenábar aparecen, como parte importante de la trama, fotografías de difuntos.
- En la película La novia (en ruso невеста, de 2017), del director ruso Svyatoslav Podgayevskiy donde la fotografía post mortem es la base de la historia.
- En la película Post Mortem (de 2020), del director húngaro Péter Bergendy, el protagonista es un fotógrafo que se especializa en crear retratos de los recién difuntos.

## La fotografía de difuntos en la literatura
- La novela Anoxia, del escritor Miguel Ángel Hernández, publicada en España por Anagrama en 2023, trata sobre la fotografía y los límites entre la vida y la muerte